# Java 3D

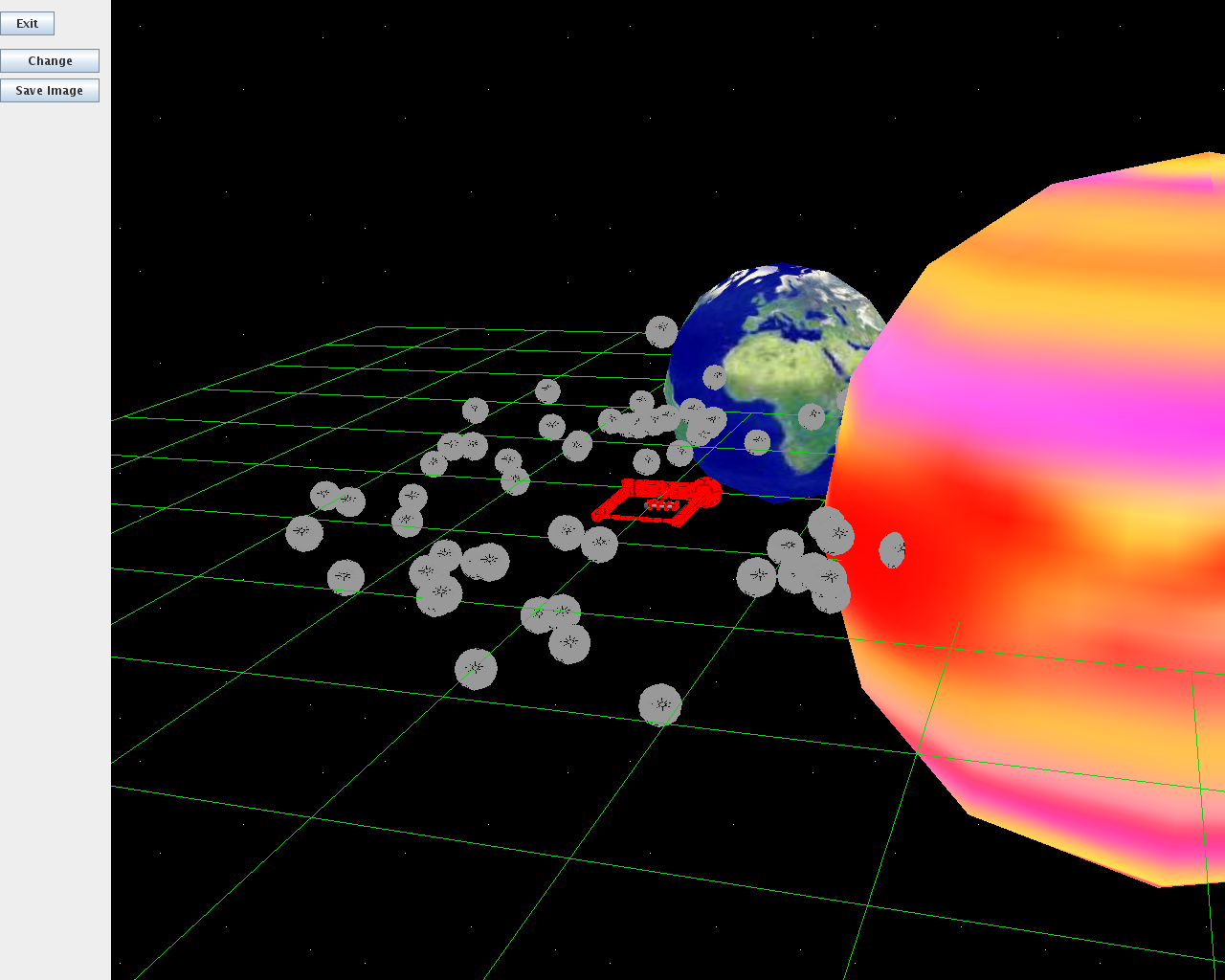
Screenshot di un'immagine realizzata mediante Java 3D

Java 3D è un'Application programming interface (API) utilizzata per realizzare applicazioni grafiche 3D. Si basa sul concetto di scene graph (grafo della scena), ed appartiene alla grande famiglia di API JavaMedia. Fa parte di una libreria molto vasta sviluppata per la piattaforma Java.
Se comparata alle altre librerie più "tradizionali", Java 3D non è solo una libreria di interfaccia, ma permette anche l'implementazione della programmazione object-oriented. Una vera e propria rivoluzione nel campo dello sviluppo grafico 3D.
Java 3D si appoggia sia a OpenGL, sia a Direct3D ed è organizzata in due package distinti:
- javax.vecmath: è il package che contiene tutte le classi impiegate per effettuare operazioni e trasformazioni su vettori e matrici. Inoltre fornisce metodi per la rappresentazione di informazioni importanti come la posizione ed il colore.
- javax.media.j3d: si tratta di un package molto vasto che contiene svariate funzioni per la visualizzazione e la gestione della scena tramite scene graph.

Lo scene graph è composto da due componenti distinte:
- content branch (ramo dei contenuti): contiene gli oggetti da renderizzare nella scena 3D.
- view branch (ramo di visualizzazione): contiene gli oggetti che determinano la vista della scena 3D.